# Hanna van Vliet
Hanna van Vliet (Gorinchem, 6 juni 1992) is een Nederlandse actrice. Zij is tot het grote publiek doorgebroken toen zij de rol van Anne Verbeek vertolkte in de producties van ANNE+.

## Levensloop
Ze is de dochter van een oncoloog (vader) en een kinderarts (moeder). Van Vliet begon op een leeftijd van zes jaar met toneelspelen en speelde haar hele jeugd bij Het Jeugdtheaterhuis Gouda. Haar eerste optie was dierenarts worden, maar eenmaal aan het toneel raakte ze daaraan verknocht. In 2014 studeerde ze af aan de Amsterdamse Toneelschool & Kleinkunstacademie. In 2014 speelde ze de hoofdrol van Pippi Langkous in gelijknamige musical en in 2015 speelde ze naast Rosa da Silva de hoofdrol in de musical De Tweeling, gebaseerd op het gelijknamige boek. Van Vliet ontving in 2016 voor haar rol in De Tweeling een Musical Award-nominatie voor beste vrouwelijke hoofdrol in een grote musical. In 2018 werd ze nog eens genomineerd voor een Musical Award voor beste bijrol voor haar rol in Fiddler on the Roof. Ze was van 2016 tot en met 2018 samen met Roel Dirven en Rik Hoogendoorn te zien in de reclamespotjes van de doe-het-zelf-keten Gamma. In 2017 verscheen ze op het witte doek met de rol van Winnie in de film Ron Goossens, Low Budget Stuntman.
Van Vliet was vanaf begin 2017 nauw betrokken bij de ontwikkeling van de serie ANNE+, waar ze ook de titelrol in speelt. De serie ging eind 2018 in première op het Nederlands Film Festival en heeft een tweede seizoen dat begon op dinsdag 3 maart 2020. De serie was vanaf maart 2021 tot maart 2023 ook op Netflix te zien. ANNE+ kreeg in 2021 een vervolg in de vorm van een gelijknamige speelfilm, met een bioscooprelease in Nederland en België. Daarnaast is de film wereldwijd te zien op Netflix. Van Vliet werd voor haar rol als Anne in de gelijknamige serie in 2020 genomineerd voor een Gouden Kalf voor Beste actrice televisiedrama op het Nederlands Film Festival. Sinds september 2020 speelt Van Vliet de rol van Gwen Winter in SpangaS: De Campus.
In 2023 volgden De droom van de jeugd met onder andere Tamar van den Dop, Annet Malherbe en Mark Rietman. Ook was ze dan te zien in de Engelstalige versie van Sweet Sixteen in het Amsterdams Theaterhuis. Van Vliet is sinds 2015 de levenspartner van actrice Ilke Paddenburg (zuster van Eefje Paddenburg). Met haar co-produceerde ze haar eerste korte film. In een interview met Het Parool naar aanleiding van De droom van de jeugd wees ze er (nogmaals) op dat de rollen voor vrouwen toch vooral bestaan uit stereotypen (Maria, bitch of hoer). Er komen, aldus Van Vliet, maar weinig producties door de Bechdeltest, zelfs haar lievelingsfilm Love Actually kwam er niet doorheen.